# Долинюк, Евгения Алексеевна
Евге́ния Алексе́евна Долиню́к (1914—1990) — деятель колхозного движения, звеньевая колхоза имени XXII съезда КПСС Борщёвского района Тернопольской области, дважды Герой Социалистического Труда (1951, 1958).

## Биография
Родилась 25 апреля (12 апреля по старому стилю) 1914 года в селе Беловцы.
C 1946 года — звеньевая колхоза имени Шевченко (позже XXII съезда КПСС) Тернопольской области, Украинская ССР.
Член КПСС с 1953 года. Делегат XXI—XXIV съездов КПСС. Кандидат в члены ЦК КПСС в 1961—1966 годах. Депутат Верховного Совета СССР 6-го созыва (в 1962—1966 годах).
Умерла 22 октября 1990 года. Похоронена в селе Борышковцы.

## Награды
- Дважды Герой Социалистического Труда:
  - 04.05.1951 — за высокие урожаи кукурузы,
  - 26.02.1958 — за успехи в развитии сельского хозяйства.
- 3 ордена Ленина (4.05.1951; 15.12.1972; 24.12.1976)
- орден Октябрьской Революции (8.04.1971)
- орден Дружбы народов (24.04.1984)
- 2 медали «За трудовую доблесть» (25.12.1959; 30.04.1966)
- медали
- 12 медалей ВСХВ и ВДНХ

## Память
- На родине Долинюк Е. А. установлен бронзовый бюст.[2]
- Долинюк автор книг:
  - «В поход за большую кукурузу» (1961),
  - «Множатся ряды мастеров кукурузоводов» (1962),
  - «Мы поколение счастливых» (1964).
- Самой Долинюк Е. А. посвящена книга:
  - «Соловьиный край». Повесть; автор Большак В. Г.; издание: «Писатель»; тираж 30 тысяч экз.; 1962 год.
- О ней был снят документальный фильм:
  - «Евгения Долинюк» (1960), Киевская студия научно-популярных фильмов.